# Vistorps kyrka
Vistorps kyrka är en kyrkobyggnad som sedan 2002 tillhör Yllestads församling (tidigare Vistorps församling) i Skara stift. Den ligger i Vistorp i sydöstra delen av Falköpings kommun.

## Kyrkobyggnad
Kyrkan byggdes 1882 i gotisk stil efter Claes Grundströms ritningar i mönstermurad röd granit. Den ersatte en medeltida kyrka som blivit för liten och byggdes 200 m söder om den gamla. Av den medeltida kyrkan återstår den gamla kyrkogården Vistorps gamla kyrkoplats. Kyrkan renoverades 1936. 

## Inventarier
- Altaret har en oljemålning med motivet Den gode herden med gotisk infattning.
- Altaruppsatsen i rustik barock från 1775, snidad av Jöns Lindberg.
- Dopfunten i kalksten från 1100-talet är utförd i romansk stil och kommer från den gamla kyrkan.
- Ett antependium och en mässhake i grön sidenatlas med invändiga olikfärgade blommor skänktes till kyrkan av Ingeborg Gustava Lilliehöök 1776.
- Lillklockan är av en senmedeltida typ utan inskrifter.[1]

### Orgel
Orgeln, som är placerad på läktaren, har sex stämmor fördelade på manual och pedal. Den tillverkades 1885 av bygdeorgelbyggaren Svante Johansson och är ett av hans få bevarade instrument. Den är i så gott som originalskick.